# NMBS Serie 601
De Serie 601 was een dieseltrein gebruikt door de Belgische spoorwegmaatschappij NMBS vanaf 1933.
De NMBS bestelde in 1932 14 stuks van deze motorwagens gebouwd door La Brugeoise et Nicaise & Delcuve. De motoren waren afkomstig van Maybach .

## Afvoer
Negen motorrijtuigen gingen verloren tijdens de Tweede Wereldoorlog, zodat nog 5 resteerden na afloop. De laatste voertuigen zijn afgevoerd tussen 1956 en 1964.